# Ronde van Piemonte 1910
De vierde editie van de Ronde van Piemonte (ook wel bekend als Gran Piemonte) werd verreden op 10 april 1910. 
De wedstrijd werd gewonnen door Vincenzo Borgarello.

## Uitslag
| Plaats  | Naam                | tijd      |
| ------- | ------------------- | --------- |
| Winnaar | Vincenzo Borgarello | 10u03'13" |
| 2       | Pietro Aimo         | + 12'47"  |
| 3       | Cesare Zanzottera   | + 35'47"  |
| 4       | Pierino Albini      | + z.t.    |
| 5       | Domenico Cittera    | + 40'47"  |
| 6       | Emilio Petiva       | z.t.      |
| 7       | Pierino Vighetti    | z.t.      |
| 8       | Giovanni Marchese   | z.t.      |
| 9       | Clemente Canepari   | z.t.      |
| 10      | Carlo Vertua        | z.t.      |

1906 · 1907 · 1908 · 1909 · 1910 · 1911 · 1912 · 1913 · 1914 · 1915 · 1916 · 1917 · 1918 · 1919 · 1920 · 1921 · 1922 · 1923 · 1924 · 1925 · 1926 · 1927 · 1928 · 1929 · 1930 · 1931 · 1932 · 1933 · 1934 · 1935 · 1936 · 1937 · 1938 · 1939 · 1940 · 1941 · 1942 · 1943 · 1944 · 1945 · 1946 · 1947 · 1948 · 1949 · 1950 · 1951 · 1952 · 1953 · 1954 · 1955 · 1956 · 1957 · 1958 · 1959 · 1960 · 1961 · 1962 · 1963 · 1964 · 1965 · 1966 · 1967 · 1968 · 1969 · 1970 · 1971 · 1972 · 1973 · 1974 · 1975 · 1976 · 1977 · 1978 · 1979 · 1980 · 1981 · 1982 · 1983 · 1984 · 1985 · 1986 · 1987 · 1988 · 1989 · 1990 · 1991 · 1992 · 1993 · 1994 · 1995 · 1996 · 1997 · 1998 · 1999 · 2000 · 2001 · 2002 · 2003 · 2004 · 2005 · 2006 · 2007 · 2008 · 2009 · 2010 · 2011 · 2012 · 2013 · 2014 · 2015 · 2016 · 2017 · 2018 · 2019 · 2020 · 2021 · 2022 · 2023 · 2024